# Mezoeconomie
Teoria interacțiunii mezoeconomice a politicii economice face parte din teoriile noii economii politice. Aceasta face parte din domeniul științelor economice și a fost înființată la începutul anului 1970 de către Profesorul Hans-Rudolph Peters. 
"Mezo" înseamnă "mediu". Scopul teeoriei este acela de a explica comportamentul grupurilor la un nivel mediu de agregare, între factori de decizie politici și grupuri de interese. Analiza pur microeconomică a individului și punctul de vedere pur macroeconomic asupra întregii structuri a grupurilor au fost criticate pe motiv că ar fi insuficiente. În special supozițiile individualismului metodologic- comportamentul rațional și individual al actorilor- au fost considerate a fi restricții prea puternice. Comportamentul irațional a fost inclus în formarea teoriei.

## Reprezentant
Prof. Dr. em. Hans-Rudolf Peters de la Universitatea din Oldenburg, Germania